# Carmien Michels
Carmien Michels (Leuven, 14 oktober 1990) is een Belgische dichter, auteur en performer.

## Loopbaan
Carmien Michels ging Woordkunst studeren aan het Koninklijk Conservatorium Antwerpen, waar ze de band aanhaalde met haar geboortestad Leuven middels Een stofje in de eeuwigheid, een audioportret van een markante buurvrouw van haar ouders. In 2011 won ze hiermee de Nederlandse NTR Radioprijs. In 2013 studeerde ze af en debuteerde bij De Bezige Bij met de roman We zijn water. In 2015 publiceerde ze met Vraag het aan de bliksem een tweede roman bij Polis. Michels heeft een voorkeur voor personages die er niet helemaal bij horen, die naar verbinding, betekenis en een eigen plek zoeken.
In kringen van het spoken wordplatform Mama’s Open Mic werd haar voorkeur voor ritme, poëzie, engagement en poetry slam gevoed. Michels maakte ook deel uit van het gezelschap Voyeurs waarmee ze onder meer de voorstellingen BARTóK (2015) en Voyeurs in BXL (2019) maakte. In 2016 won ze het Nederlands en Europees Kampioenschap Poetry Slam en haalde ze brons op het Wereldkampioenschap in Parijs.
Sinds 2016 maakt ze als Huisverteller van M - Museum Leuven audioverhalen en kunstroutes en zette The Leuven Hundreds haar in de kijker tussen 100 professionals en organisaties die de stad significant vormgaven. Haar poëziedebuut We komen van ver volgde in 2017 (Polis).
Van 2017 tot 2019 werd ze als jonge auteur opgenomen in het Europese talentontwikkelingsproject Connecting Emerging Literary Artists (CELA), waardoor ze kennismaakte met een divers netwerk van vertalers, schrijvers en literaire professionals. Fragmenten van haar romans, kortverhalen en gedichten verschenen in 11 talen. Het schrijven van een citybook voor Münster mondde uit in het drie weken durende UK Collaborative Translation Project 2017 aan de universiteiten van Londen, Sheffield en Nottingham. In gezelschap van diverse collega’s reisde ze van Nicosia naar Bratislava via Tel Aviv naar Montreal, waar ze reflecteerde over haar blik, roots en wereldbeeld.
Een residentie in Boekarest veranderde haar werk. In 2019-2020 was ze een van de literaire ambassadeurs van Europalia Romania. Vanaf 2020 brengt Michels haar poëzie van de Apennijnen tot aan de Zwarte Zee in het kader van Versopolis, de Europese poule van beloftevolle dichters. Voor Poëzieweek 2020 schreef ze een stadsgedicht voor Leuven, dat op posters door de stad werd verspreid.
In Antwerpen onderzocht ze de invloed van non-verbale expressie en verhalen op de taalontwikkeling van jonge kinderen, wat leidde tot een tweejarig onderzoek naar Meertaligheid, Storytelling en Taalontwikkeling aan het Conservatorium van Antwerpen, waar ze momenteel zelf doceert aan de Educatieve Master.
Michels zetelt in de commissie Slamlezingen van Literatuur Vlaanderen. Een bestuurspost bij PEN Vlaanderen ruilde ze in 2019 in voor de post Poëzie bij het bestuur van de Vlaamse Auteursvereniging. Ze is de oprichter en artistieke coördinator van het Watlab, een schrijfwerkplaats in de Blikfabriek in Hoboken onder de vleugels van de literaire organisatie VONK & Zonen. 

## Erkenning
- 2011: Nederlandse NTR Radioprijs voor de radiodocumentaire Een stofje in de eeuwigheid
- 2013: Shortlists Debuutprijs en Bronzen Uil voor We zijn water
- 2014: Publieksprijs Belgisch Kampioenschap Poetry Slam
- 2016: Nederlands Kampioen Poetry Slam[1]
- 2016: Brons Wereldkampioenschap Poetry Slam
- 2016: Europees Kampioen Poetry Slam[2]
- 2021: BNG Bank Literatuurprijs voor Vaders die rouwen
- 2022: Shortlists J.M.A. Biesheuvelprijs[3], Fintro Literatuurprijs en Boekenbon Literatuurprijs[4] voor Vaders die rouwen
- 2023: De Inktaap voor Vaders die rouwen[5]